# Leptadrillia
Leptadrillia là một chi ốc biển, là động vật thân mềm chân bụng sống ở biển trong họ Drilliidae.

## Các loài
Các loài thuộc chi Leptadrillia bao gồm:
- Leptadrillia cinereopellis Kuroda, Habe & Oyama, 1971[2]
- Leptadrillia cookei (E. A. Smith, 1888)[3]
- Leptadrillia elissa (Dall, 1919)[4]
- Leptadrillia firmichorda McLean & Poorman, 1971[5]
- Leptadrillia loria Bartsch, 1934[6]
- Leptadrillia quisqualis (Hinds, 1843)[7]
- Leptadrillia splendida Bartsch, 1934[8]